# Pingelshagen
Pingelshagen ist eine Gemeinde im Süden des Landkreises Nordwestmecklenburg in Mecklenburg-Vorpommern (Deutschland). Sie wird vom Amt Lützow-Lübstorf mit Sitz in der Gemeinde Lützow verwaltet.

## Geografie
Die Gemeinde Pingelshagen liegt an der nordwestlichen Stadtgrenze der Landeshauptstadt Schwerin, von Wäldern und Feldern umgeben an der Landesstraße von Schwerin nach Grevesmühlen. Pingelshagen ist mit 2,07 km² die flächenmäßig kleinste Gemeinde Mecklenburg-Vorpommerns.
Umgeben wird Pingelshagen von den Nachbargemeinden Klein Trebbow im Norden und Osten, Schwerin im Süden, Brüsewitz im Westen sowie Cramonshagen im Nordwesten.

## Geschichte
Pingelshagen wurde 1283 erstmals urkundlich erwähnt. Die Landwirtschaft spielte im Dorf lange Jahre eine wichtige Rolle, zunächst in den Höfen und Büdnereien, von 1953 bis 1990 in der ortsansässigen LPG und deren Nachfolgebetrieben. Bis 1936 war Pingelshagen ein Ortsteil von Warnitz; während Warnitz jedoch im Oktober 1936 nach Schwerin eingemeindet wurde, wurde Pingelshagen zunächst der Nachbargemeinde Herren Steinfeld zugeschlagen, bevor der Ort nach dem Zweiten Weltkrieg eigenständige Gemeinde wurde und ab 1952 dem Kreis Schwerin-Land angehörte. Nach 1990 wurde Pingelshagen durch den Bau neuer Wohngebiete insbesondere für die Schweriner zu einem attraktiven Wohnstandort. Die Einwohnerzahl stieg von anfangs (1989) 108 auf ca. 600 Einwohner im Jahre 2019. In den letzten 28 Jahren wurden über 170 neue Einfamilienhäuser gebaut.

## Politik

### Wappen
| Wappen von Pingelshagen | Blasonierung: „In Gold ein rot gekleideter Bauer mit gegürtetem Wams, Stulpenstiefeln und Füßlingen, schwarzem Haar und Bart, in der rechten Hand eine gestürzte schwarze Rodehacke mit rechtsgewendetem Blatt haltend.“ |
| Wappen von Pingelshagen | Wappenbegründung: In dem Wappen soll mit den Symbolen der bildliche Bezug zum Ortsnamen hergestellt werden, der sich aus dem männlichen Personennamen Pingel und dem Grundwort Hagen zusammensetzt. Der Personenname, der als Bezeichnung eines „strammen Kerls“ zu deuten ist, wird durch einen kräftigen Bauern in typischer Kleidung des 12./13. Jh. symbolisiert. Der Namensbestandteil »hagen«, der auf eine durch deutsche Siedler angelegte, umhegte, eingezäunte Rodungssiedlung hindeutet, wird mit einer Rodehacke versinnbildlicht. Mit der Tingierung in Rot und Gold soll an die Zugehörigkeit Pingelshagens zur einstigen Grafschaft Schwerin erinnert werden. Das Wappen wurde von dem Schweriner Heraldiker Karl-Heinz Steinbruch gestaltet. Es wurde am 20. September 2000 durch das Ministerium des Innern genehmigt und unter der Nr. 227 der Wappenrolle des Landes Mecklenburg-Vorpommern registriert. |

### Flagge
Die Gemeinde verfügt über keine amtlich genehmigte Flagge.

### Dienstsiegel
Das Dienstsiegel zeigt das Gemeindewappen mit der Umschrift „GEMEINDE PINGELSHAGEN • LANDKREIS NORDWESTMECKLENBURG“.